# 罗迦陵
罗迦陵（Liza ，R，1864年3月28日—1941年10月3日）是近代上海的英国籍犹太裔房地产大亨哈同的中国籍妻子，本名俪蕤（Liza），号迦陵、慈淑老人，法名太隆。

## 身世
按照罗迦陵自己的说法，她是一名中法混血儿。父亲路易·罗诗是一名法国水手，母亲沈氏，原籍福州闽县。1864年，罗迦陵出生在上海县城内九亩地（今黄浦区露香园路、大境路一带）。罗迦陵出生不久，父亲回国，六七岁时母亲也去世，因此她是由亲戚抚养长大。罗迦陵虽然识字不多，但她自幼聪明伶俐，机智多谋。她曾经做过外侨女佣，许多书报都说她在虹口做过专门接待外国水手的“咸水妹”，但並無實質证据。不过，罗迦陵阅历丰富，会说英语和法语。

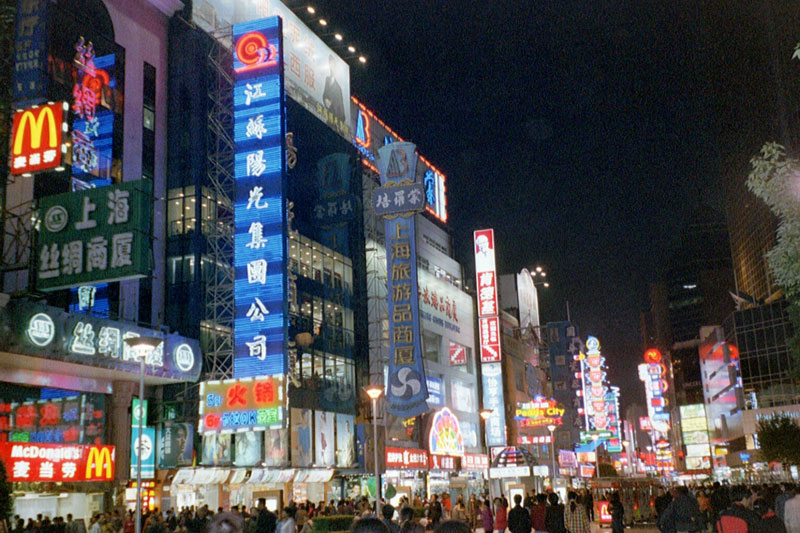
今日南京路

## 犹太大亨的中国妻子
罗迦陵在帮佣期间，结识了一名新沙逊洋行地产部职员，出生在巴格达，在印度孟买长大，只身来沪的犹太人哈同。不久哈同发现，罗迦陵虽然只是一名出身低微的中国女子，但她拥有过人的机智，性格大胆泼辣，相信她有“旺夫运”，正是帮助他事业发达的理想配偶。1886年9月24日，哈同和罗迦陵在闸北青云里用犹太教仪式举行了婚礼。
自从与罗迦陵结婚后，哈同的事业就开始蒸蒸日上。结婚的次年，哈同就担任上海法租界公董局的董事，1898年又改任更重要的上海公共租界的工部局董事。1901年，哈同脱离新沙逊洋行，自己独立创办哈同洋行，专营房地产业。在哈同经营房地产业的过程中，最为关键的一个行动无疑是他对南京路的开发。在19世纪末、20世纪初，租界内的商业中心还位于南部靠近旧城的广东路和福州路，南京路当时还很冷清。不过，随着1899年公共租界向西、北、东三面大规模拓展后，从宏观角度来看，不久这里必将成为全上海新的商业中心。南京路和福建路口有一座虹庙，罗迦陵经常到那里烧香，听信该庙住持的劝说，便鼓动丈夫多多购进南京路两侧的地产。随后又出资60万两，用名贵的铁藜木铺设南京路的路面，使这马条路成为上海最为平整的道路，一方面方便了人们的出行，博取了做善事的好名声，提升了哈同洋行的社会形象；同时也使其在南京路的房地产大为增值。不久，在1908年，东西横贯上海的该市第一条有轨电车线路走向也正是沿着南京路，那里成为上海交通最方便的地方，很快店铺云集，又成为上海商业最繁华的黄金地段，在数年间地价上涨千倍以上。一首民谣这样称赞他：“哈同哈同，与众不同。看守门户，省吃俭用；攒钱铺路，造福大众。筑路，筑路，财源亨通。”哈同去世前，占有南京路地产的44％，永安公司、新新公司、慈淑大楼(今东海大楼)的地皮都是哈同的产业，两侧凡是“慈”字头的房产，如慈裕里、慈庆里、慈顺里、慈丰里、慈永里等，也都是哈同的产业。

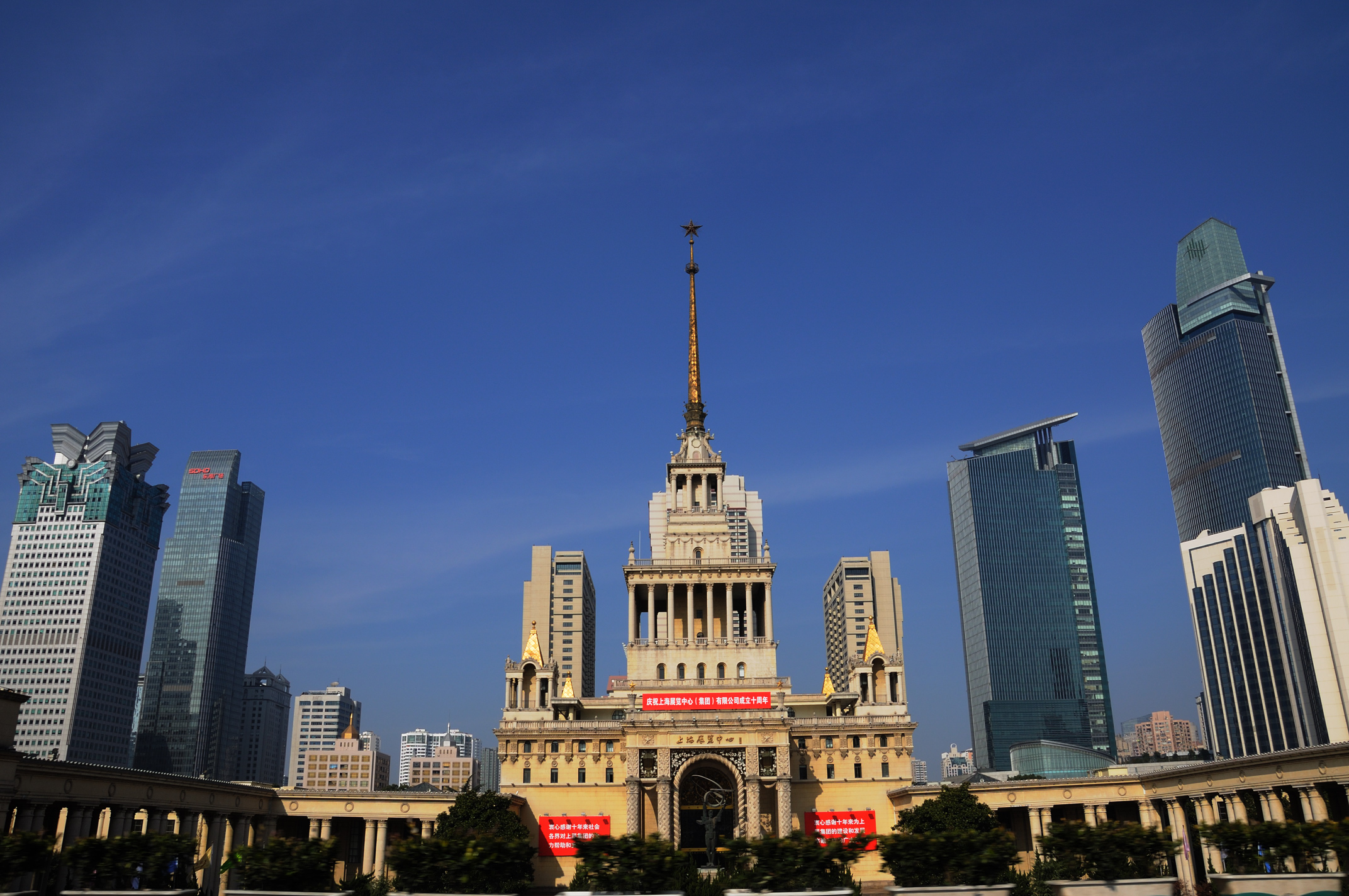
今日位于爱俪园原址上的上海展览馆

1904年，哈同开始在沪西静安寺路购地300亩，花费70万两银元，由罗迦陵聘请乌目山僧人黄宗仰设计，到1910年建成了上海最大最豪华的一座私人花园，并以罗迦陵的名字命名为爱俪园（哈同花园），园内亭台楼阁、假山湖沼，完全是典型的中国式园林，据称是模仿了《红楼梦》中大观园的设计，因而号称“海上大观园”。整个园林共有景点60余处，每处均冠以美丽的名字，是当时上海最大、最为豪华的私家花园。

## 太隆居士
由于罗迦陵笃信佛教，在爱俪园内建有佛教建筑频伽精舍，按照佛经中极乐世界的说法，設計七重行樹，七重羅網，七寶蓮池，八功德水，成为上海的佛教圣地。到抗日战争爆发以前，这里曾经招待了无数南来北往的僧侣。
太平天国战争期间，江南地区的佛教受到了毁灭性打击。1909年，她出资20万元，聘请黄宗仰主持，历经四年，刊印了全套《大藏经》40帙(帙号为"天"至"霜")414册1916部8416卷，称为《频伽精舍校刊大藏经》，简称《頻伽藏》。这是中国近代出版的第一部铅印本《大藏经》。
1913年，罗迦陵听从康有为的建议，在爱俪园内创办了僧侣学校华严大学，聘请从湖北来沪的月霞法師主讲。招生规模六十人，訂為預科三年、正科三年，方可畢業。这是中國近代佛教复兴的重要事件。不过，華嚴大學僅在哈同花園上課一學期，羅迦陵提出要求，要全體學僧於每月朔望，為羅迦陵頂禮問安。學僧无法接受，月霞法師乃率領全體師生離開愛儷園，遷往杭州海潮寺。
哈同夫妇热衷于中国古典文化，还在园内开办了仓圣明智大学，这是一所从小学到大学的全日制学校，学生的膳食、住宿和学杂费全部由园内提供。课程则侧重于中国古代文字、古董和典章制度，聘请的学者包括王国维、章一山、费恕皆、邹景叔等。他们还曾出巨资收集河南安阳出土的大批甲骨，并请著名学者罗振玉等在爱俪园进行整理，所以中国的不少甲骨文专家是从这里走出去的。国画大师徐悲鸿也曾经在这里工作和生活过。学校鼎盛时亦曾有学生1600余人。

## 满清王朝的皇亲国戚
1909年，罗迦陵应邀前往北京，被隆裕太后的母亲认为义女，于是罗迦陵与隆裕太后成了乾姐妹。后来，宣统皇帝的弟媳又认哈同为义父。民国初年，哈同夫妇又去北京给干娘拜寿，受到清宫款待，封罗迦陵为正一品夫人，又赐给60名太监回上海使唤。全盛时期园内有管家、警卫、仆人、和尚、尼姑、教师、学生近800人。据与罗迦陵亲近的人回忆，她在家中颇有贾母和慈禧太后的风范，颇为讲究排场。花费最巨的是她的两次祝寿，一次是1922年71岁的哈同与59岁的罗迦陵做“百卅大寿”，一次是1933年哈同去世后罗迦陵做七十大寿，这两次祝寿当时均轰动了整个上海。

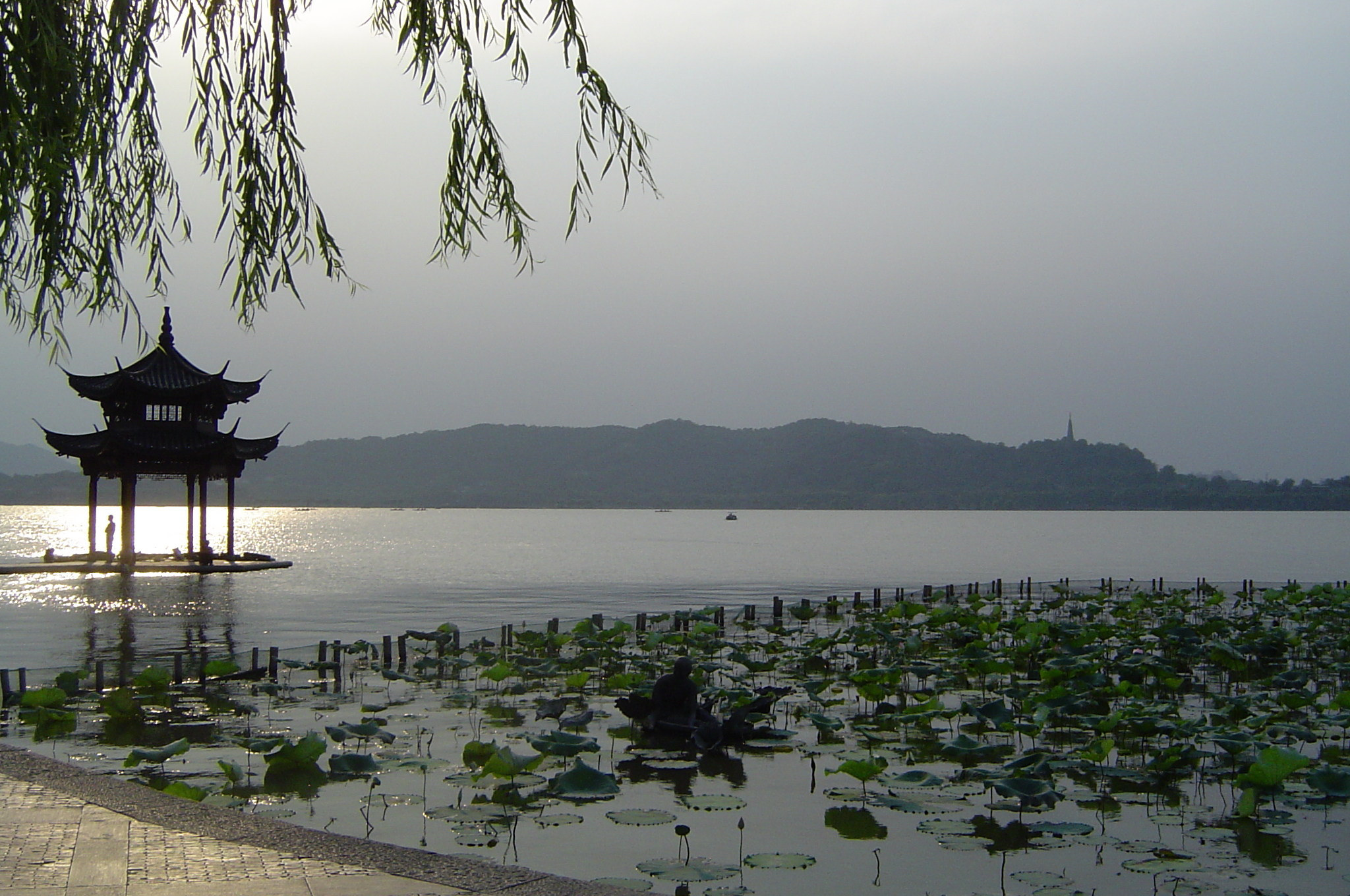
杭州西湖

哈同夫妇终其一生都非常相爱。哈同大量的产业均以罗迦陵的名字命名：爱俪园、南京路迦陵大楼、慈淑大楼、杭州西湖别墅罗苑等，其名下的里弄名称也都以“慈”字冠名，如慈安里。
哈同夫妇一方面以吝啬节俭著称，另一方面又热衷于参与当时上海的各项慈善活动。他们没有自己的亲生子女，但收养了20名中外孤儿，全都住在爱俪园中。由哈同领养了11名外国孤儿为养子女，均从父姓；罗迦陵则领养了9名中国孤儿为内侄子女，均从母姓，他们是：罗友良、罗友兰、罗友三、罗友启、罗友仁、罗友翔、罗馥贞、罗慧秀、罗岫梅、罗转坤和罗补乾。
1931年6月19日，哈同在爱俪园病故，留下土地450余亩，房屋1200余幢，30万平方米以上，1931年英国领事估计，哈同财产值400万英镑。英国驻华法庭鉴证了哈同生前所立的遗嘱，决定把其全部遗产归其妻罗迦陵继承；又根据英国法律向遗产继承人罗迦陵征收了税金达1700余万银元的遗产税。
哈同病故后，罗迦陵终日卧床，不理家事，致使爱俪园逐渐呈现荒芜的景象。1941年10月3日，罗迦陵去世，11月12日葬于爱俪园。葬礼耗费约20万元。但因哈同夫妇二人留下的2份遗嘱有很大出入，引发旷日持久的哈同遗产案。不久太平洋战争爆发，哈同花园被日军占领作为营地，又遭受数次火灾，园内建筑被破坏殆尽。1949年以后，新政府征用了爱俪园，在旧址上建造了中苏友好大厦（今上海展览中心）。
至今，哈同夫妇的房产仍属于法律上未了诉讼的标的物，按沪房(1987)第548号文精神由房管机关代管。